# حادث حافلة البندقية 2023
في 3 أكتوبر 2023، سقطت حافلة من جسر علوي في ميستري، البندقية، فنيتة، إيطاليا، وتحطمت، مما أسفر عن مقتل 21 وإصابة 18 من أصل 40 شخصًا كانوا على متنها.

## الحادث

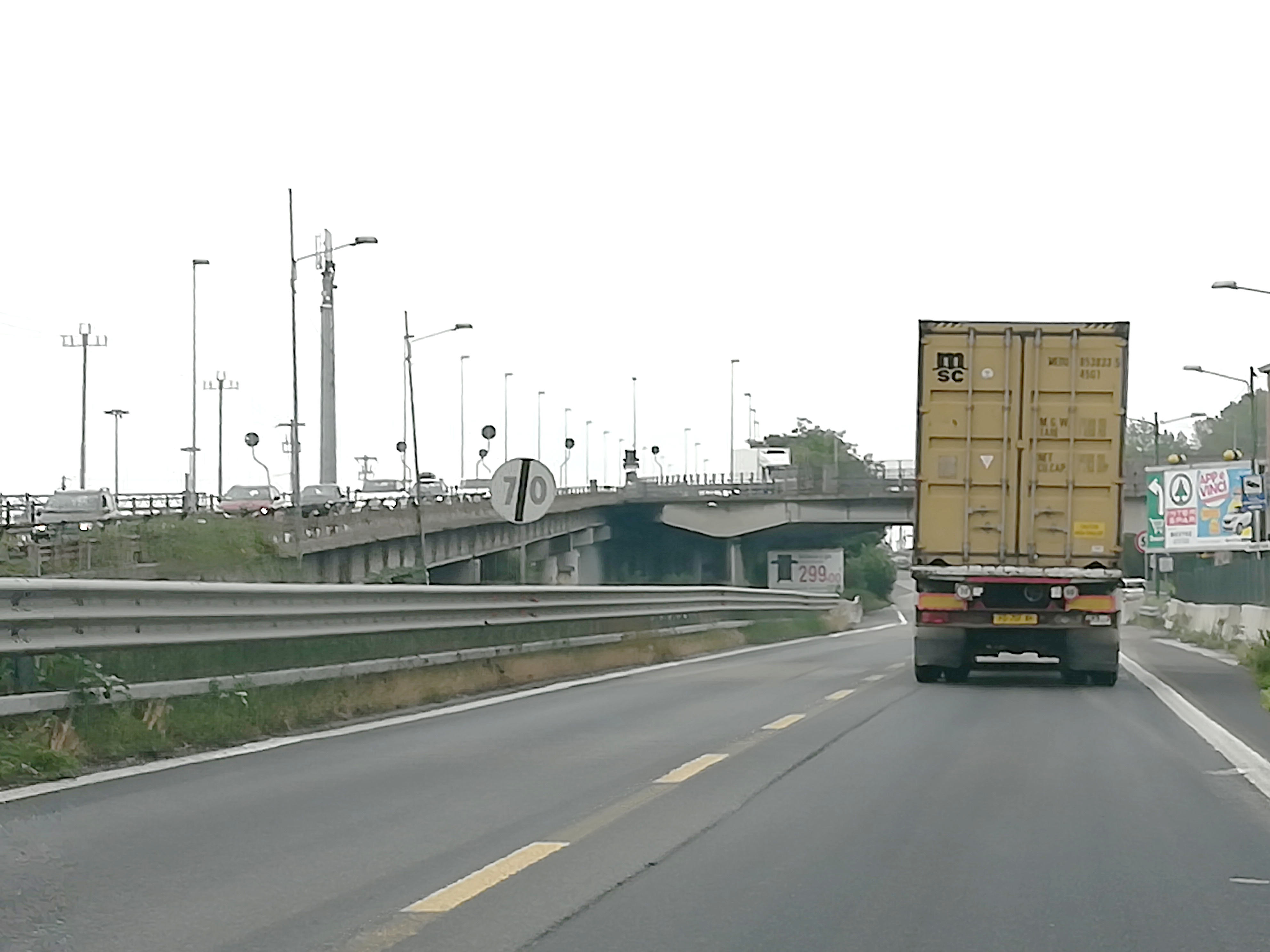
موقع الحادث (الجسر على اليسار)

وقع الحادث في الساعة 19:45 بتوقيت وسط أوروبا بينما كانت الحافلة تنقل السياح من ساحة روما في المركز التاريخي لمدينة البندقية إلى موقع تخييم في منطقة مارغيرا. وقال شهود إن الحافلة اصطدمت بحاجز الحماية على طول الجزء المنحدر من جسر علوي للطريق المؤدي من ميستري إلى مارغيرا والطريق السريع A57 لمسافة 50 متر (160 قدم) قبل اختراق الحاجز. سقطت الحافلة من إرتفاع قُرابة 15 متر (49 قدم)، واصطدمت بخطوط نقل الكهرباء، وهبطت رأسًا على عقب وتحطمت مقدمتها بالكامل بالقرب من مسارات محطة سكة حديد البندقية ميستري، واشتعلت فيها النيران.

## اصابات
ومن بين 40 شخصًا كانوا على متن الحافلة، قُتل ما لا يقل عن 21 راكبًا، بينما أصيب 18 آخرون، تسعة منهم في حالة خطيرة. وقالت السلطات إن من بين القتلى ثلاثة أطفال. وتسعة مواطنين أوكرانيين، وأسرة مكونة من أربعة رومانيين، وثلاثة ألمان، وبرتغاليين، وكرواتية حامل، وواحد من جنوب إفريقيا، والسائق إيطالي بالغ من العمر 40 عامًا، ولديه سبع سنوات خبرة كسائق حافلة. وكان من بين المصابين أربعة أوكرانيين، ومواطنين إسبانيين، وكرواتي، وفرنسي، ونمساوي.